# Tang Yi
Dans ce nom chinois, le nom de famille, Tang, précède le nom personnel.
Tang Yi (née le 8 janvier 1993 à Shanghai) est une nageuse chinoise en activité, spécialiste des épreuves de sprint en nage libre (du 50 au 200 m). Révélée précocement parmi les « bébé nageuses » chinoises s'illustrant très tôt sur la scène internationale, elle est des meilleurs éléments de l'équipe nationale, participant à plusieurs succès en relais, et d'autres, moins nombreux, individuellement.
Elle est notamment double médaillée mondiale en grand bassin et double championne du monde en petit bassin. Lors des Jeux olympiques de la jeunesse d'été de 2010, elle a établi le premier record de la compétition en termes de titres, avec six médailles d'or remportées.

## Biographie
Lors des Jeux asiatiques de 2006, elle est alignée au sein du relais 4 × 200 m nage libre alors qu'elle n'a pas encore 14 ans. Elle remporte ainsi son premier titre international en terminant l'épreuve en 8 min 1 s 89. Plus tôt dans l'année, elle avait décroché la médaille d'argent du 200 m nage libre lors de la première édition des Championnats du monde juniors. À Rio de Janeiro, après deux places d'honneur sur 50 m (5e) et sur 100 m nage libre (4e), elle termine deuxième sur la distance supérieure, seulement devancée par la Française Ophélie-Cyrielle Étienne.
Quelques mois plus tard, début 2007, alors que la Chine aborde la dernière ligne droite de sa préparation en vue des Jeux olympiques qu'elle doit organiser à Pékin à l'été 2008, Tang Yi n'est pas du voyage à Melbourne en Australie pour participer aux Championnats du monde. En septembre, elle nage néanmoins aux Championnats de Chine en grand bassin à Chongqing, prenant la seconde place du 200 m nage libre derrière Pang Jiaying en 2 min 0 s 48. Quelques semaines plus tard, sur la distance inférieure, dont elle avait pris la deuxième place derrière Pang aux championnats nationaux, elle enlève la victoire en 55 s 41 lors des Jeux des villes chinoises.
N'ayant pas réalisé un minima qualificatif en individuel, elle ne participe aux Jeux olympiques que parmi les membres du relais chinois 4 × 100 m nage libre qui prend la quatrième place finale lors du rendez-vous pékinois. Malgré un record d'Asie en 3 min 35 s 64, elle et ses coéquipières Zhu Yingwen, Xu Yanwei et Pang Jiaying cèdent 59 centièmes de seconde sur le quatuor australien qui complète le podium. Dès les séries, cette même équipe avait battu le record continental établi quatorze ans plus tôt lors des Championnats du monde 1994, quand les nageuses chinoises, alors surnommées « Les fleures dorées », avaient dominé les débats, records du monde à la pelle, avant d'être rattrapées pour dopage. Lors des Championnats du monde 2009, à Rome, sa contribution se limite au relais 4 × 100 m nage libre, éloigné un peu plus du podium que lors des JO, puisque sixième en finale, à plus de deux secondes et demie de la médaille de bronze. Individuellement, elle se signale davantage en toute fin d'année par plusieurs podiums aux Jeux nationaux, aux Championnats d'Asie puis aux Jeux d'Asie du Sud-Est.
L'année 2010 commence sous les meilleurs auspices puisqu'elle établit un nouveau record national du 200 m nage libre en petit bassin lors du meeting annuel de l'Open du Japon, en 1 min 54 s 76. Plus tard, profitant de l'absence de la favorite Pang Jiaying, elle s'empare de la couronne nationale du 100 m à Shaoxing, et réalise le doublé sur 200 m, en 1 min 57 s 86,. Un nouveau record personnel en 1 min 57 s 64 lors de l'étape barcelonaise du Mare Nostrum la propulse encore davantage parmi le top 5 mondial, à l'aube de nouvelles échéances internationales. 
Durant l'été, lors de la première édition des Jeux olympiques de la jeunesse organisés à Singapour, elle s'illustre en remportant six médailles d'or, établissant le premier record de titres individuels d'une compétition se voulant l'équivalent des Jeux olympiques pour les sportifs âgés de moins de 18 ans. Vainqueur des 50, 100 et 200 m nage libre, elle complète sa moisson en remportant les trois relais. Avec six médailles dont quatre titres, elle brille également lors des Jeux asiatiques se tenant à Canton. Elle achève l'année avec succès sur la scène planétaire lors des Mondiaux en petit bassin de Dubaï. Elle y remporte trois médailles en relais, dont l'or sur 4 × 100 m quatre nages et 4 × 200 m nage libre. Sur cette dernière épreuve, le quatuor chinois, composé par ailleurs de Chen Qian, Liu Jing et Zhu Qianwei, établit le tout premier record du monde de « l'ère post-combinaisons », ces tenues en polyuréthane à l'origine de nombreux records en 2008 et 2009. Sur le relais medley, elle prend le dessus sur l'Américaine Jessica Hardy dans l'ultime parcours de nage libre afin d'offrir l'or à son pays.
En 2011, elle remporte ses premières médailles lors de championnats du monde en grand bassin. À Shanghai, elle monte en effet par deux fois sur le podium en relais.

## Palmarès

### Jeux olympiques
| Épreuve              | Édition          | Édition        |
| Épreuve              | Pékin 2008       | Londres 2012   |
| 4 × 200 m nage libre | 4e 3 min 35 s 64 | 6e             |
| 100 m nage libre     |                  | Bronze 53 s 54 |

### Championnats du monde
| Épreuve                | Édition          | Édition                                  | Édition | Édition |
| Épreuve                | Rome 2009        | Shanghai 2011                            |         |         |
| 100 m nage libre       | —                | 6e temps des séries 54 s 37              |         |         |
| 200 m nage libre       | —                | 11e temps des demi-finales 1 min 57 s 91 |         |         |
| 4 × 100 m nage libre   | 6e 3 min 35 s 63 | 4e 3 min 36 s 36                         |         |         |
| 4 × 200 m nage libre   | —                | Bronze 7 min 47 s 66                     |         |         |
| 4 × 100 m quatre nages | —                | Argent 3 min 55 s 61                     |         |         |

| Épreuve                | Édition                      | Édition        |
| Épreuve                | Dubaï 2010                   | Istanbul 2012  |
| 50 m nage libre        | 20e temps des séries 24 s 95 |                |
| 100 m nage libre       |                              | Bronze 52 s 73 |
| 200 m nage libre       | 4e 1 min 54 s 07             |                |
| 4 × 100 m nage libre   | Bronze 3 min 29 s 81         |                |
| 4 × 200 m nage libre   | Or 7 min 35 s 94             |                |
| 4 × 100 m quatre nages | Or 3 min 48 s 29             |                |

### Jeux asiatiques
| Épreuve                | Édition         | Édition              | Édition | Édition |
| Épreuve                | Doha 2006       | Canton 2010          |         |         |
| 50 m nage libre        | —               | Argent 25 s 22       |         |         |
| 100 m nage libre       | —               | Or 54 s 12           |         |         |
| 200 m nage libre       | —               | Argent 1 min 57 s 08 |         |         |
| 4 × 100 m nage libre   | —               | Or 3 min 36 s 88     |         |         |
| 4 × 200 m nage libre   | Or 8 min 1 s 89 | Or 7 min 51 s 81     |         |         |
| 4 × 100 m quatre nages | —               | Or 3 min 57 s 80     |         |         |

## Records

### Records du monde
Tang Yi détient le record du monde du 4 × 200 m nage libre en petit bassin, établi avec ses coéquipières chinoises Chen Qian, Liu Jing et Zhu Qianwei à Dubaï lors Championnats du monde en petit bassin 2010, un des trois records du monde établis lors de cette compétition, et le premier établi en textile après la suppression des tenues en polyuréthane utilisées les deux années précédentes.
| Épreuve              | Temps         | Compétition                           | Lieu         | Date             |
| 4 × 200 m nage libre | 7 min 35 s 94 | Championnats du monde en petit bassin | Dubaï, Qatar | 15 décembre 2010 |